# Elisa Frauenfelder
Elisa Frauenfelder (Napoli, 2 maggio 1931 – 31 dicembre 2017) è stata una pedagogista italiana.
Antesignana degli studi del rapporto tra pedagogia e biologia, ha ideato le scienze bioeducative.

## Biografia
Laureata in Filosofia presso l'Università degli Studi di Napoli Federico II, collabora prima come assistente volontario e poi come assistente ordinario con Cecilia Motzo Dentice d'Accadia - gentiliana di formazione e punto di riferimento per la filosofia dell'educazione italiana degli anni Cinquanta - la quale la avvia allo studio della storia del pensiero pedagogico, circostanza che la immerge nella tradizione pedagogica dell'ex Istituto Universitario di Magistero Suor Orsola Benincasa (oggi Università), dove continuerà a svolgere attività di studio e di ricerca.
Diventa libero docente di Storia della pedagogia e, successivamente, professore ordinario di Pedagogia generale e sociale all'Università degli Studi di Napoli Federico II, dove è rimasta in ruolo fino al 2003 e dove è stata anche direttore del Dipartimento di Scienze Relazionali.
Ritornata in pianta stabile all'Università Suor Orsola Benincasa, fonda il corso di laurea in Scienze della formazione primaria (di cui sarà presidente fino al 2011, quando la guida sarà assunta dal suo allievo Fabrizio Manuel Sirignano), coordina numerose attività di studio e ricerca e organizza innumerevoli corsi di formazione e di aggiornamento degli insegnanti, con particolare riferimento alla formazione degli insegnanti su posto di sostegno. Sarà professore straordinario di Pedagogia generale e sociale fino alla sua morte, avvenuta il 31 dicembre 2017.

## Interessi di ricerca
Sono gli interessi di natura storico-filosofica, che si legano anche alla questione dell'educazione al femminile, a caratterizzare i primi due decenni del lungo percorso di ricerca di Elisa Frauenfelder, che dà alle stampe alcuni studi sull'opera di Albertine Necker de Saussure, di Leon Battista Alberti e dei fratelli Socino. Scritto minore, quest'ultimo, a cui tuttavia era particolarmente legata al punto da citarlo in ogni conversazione che aveva con i numerosi giovani ricercatori che le facevano visita da tutto il Paese, quale esempio di attività di ricerca derivante dallo studio meticoloso e intransigente delle fonti di archivio.
Elisa Frauenfelder ha ricorda più volte alle tre generazioni di pedagogisti napoletani che ha formato come tale studio della storia le avesse permesso di "non cadere mai nei tranelli del riduzionismo scientista e nelle cangianti mode intellettuali". Una testimonianza forte di un tale ancoraggio può essere ottenuta dalla lettura delle opere che la Frauenfelder dedica, tra gli anni Settanta e gli anni Ottanta, ai processi di apprendimento e di insegnamento, facendo sua una metodologia di indagine di tipo interdisciplinare, quasi del tutto assente a quell'epoca nella pedagogia italiana, a cui si era formata, immediatamente dopo la laurea, presso la Scuola Estiva di Psicopedagogia per studenti stranieri diretta da Jean Piaget all'Università di Ginevra. Si interessa dunque della relazione tra i fattori genetici e i fattori ambientali che presiedono lo sviluppo del pensiero e dell'agire umano. Sono quelli, infatti, gli anni in cui fonda in Italia l'ambito di ricerca delle scienze bio-educative, interconnettendo prima pedagogia e biologia e poi, nell'ultimo decennio del secolo scorso, pedagogia, scienze cognitive e neuroscienze.
A partire dagli anni Settanta, la Frauenfelder trasforma la cattedra di Pedagogia in un luogo di sperimentazione viva fondato, da un lato, sulla collaborazione tra i suoi assistenti e gli studenti dei suoi corsi e, dall'altro, sulla sinergia tra la ricerca scientifica di stampo accademico e le realità educative del territorio, scolastiche ed extra-scolastiche. In particolare, la formazione dei docenti di ogni ordine e grado sulle questioni del sostegno dei processi di apprendimento (specialmente degli alunni con bisogni educativi speciali), e della gestione della relazione educativa, è stata la finalità che ha illuminato il lavoro "maturo" della Frauenfelder. La sua Cattedra di Pedagogia generale al Suor Orsola è attualmente affidata ai suoi allievi Enricomaria Corbi e Fabrizio Manuel Sirignano, oggi professori ordinari.

## Il premio internazionale Elisa Frauenfelder
Pochi giorni dopo la sua scomparsa, su iniziativa del Rettore Lucio d'Alessandro e dei professori Enricomaria Corbi, Margherita Musello e Fabrizio Manuel Sirignano, l’Università degli Studi Suor Orsola Benincasa ha istituito il Premio internazionale Elisa Frauenfelder, in sinergia con Democritus University of Thrace (Grecia), Temple University, S.H.R.O., College of Science and Technology, Philadelphia (USA), Universidad de Alicante (Spagna), Universidade do Algarve (Portogallo), Universidad Catòlica "Santa Teresa de Jesùs" de Ávila (Spagna), Universidade de Évora (Portogallo), Université de Genève (Svizzera), Universidad de Malaga (Spagna), Universidad Metropolitana SUAGM - Puerto Rico (USA), Universidad Pablo de Olavide de Sevilla (Spagna), Universidad de Valladolid (Spagna), Centro Italiano per la Ricerca Storico-Educativa (CIRSE), Istituto Italiano per gli Studi Filosofici, Opera Nazionale Montessori, Società Italiana di Pedagogia (SIPED). Il Premio è stato istituito con la finalità di conservare e promuovere l'eredità scientifica e umana di Elisa Frauenfelder, "Maestra della pedagogia italiana contemporanea, proiettandola nel futuro così da offrire, soprattutto ai giovani studiosi, un exemplum di rigore scientifico, innovazione pedagogica e passione per lo studio, intesi come volano di un'autentica emancipazione e trasformazione sociale".

## Opere principali
- Albertina Necker de Saussure, Armando, Roma 1959
- Prospettive pedagogiche in F. Socino, in I problemi della Pedagogia, Roma 1974.
- Il lavoro di gruppo in un'esperienza didattica non direttiva, Il Tripode, Napoli 1974.
- Il lavoro di gruppo. Guida teorico-pratica alla strutturazione di gruppi di apprendimento-lavoro, Le Monnier, Firenze 1976.
- Per una pedagogia dell'apprendimento, Armando, Roma 1978.
- Potenzialità apprenditive, organizzazione degli stimoli e nuovo ruolo della scuola dell'infanzia, Ferraro, Napoli 1979.
- La Città del Sole di Fra' Tommaso Campanella: utopia pedagogica o pedagogia utopistica?, Ferraro, Napoli 1981.
- La prospettiva educativa fra biologia e cultura, Liguori, Napoli 1983.Educazione e processi apprenditivi, Tecnodid, Napoli 1986.
- (con V. Sarracino), Infanzia e futuro, Tecnodid, Napoli 1987.
- (con F. Cambi), La formazione. Studi di pedagogia critica, Unicopli, Milano 1994.
- Pedagogia e biologia: una possibile alleanza, Liguori, Napoli 1994.
- Il pensiero pedagogico di Leon Battista Alberti, ESI, Napoli 1996.
- Nuove frontiere della ricerca pedagogica, in coll., E.S.I., Napoli 1997.
- Percorsi dell'apprendimento. Percorsi per l'insegnamento, in coll., Armando, Roma 2002.
- Introduzione alle scienze bioeducative, in coll., Laterza, Roma-Bari 2004.
- Il fascino dell'utopia pedagogica. La città del sole, Liguori, Napoli 2005.
- E-learning, teorie dell'apprendimento e modelli della conoscenza, in coll., Guerini Editore, Milano 2006.
- Civitas Educationis. Interrogazioni e sfide pedagogiche, in coll. con O. De Sanctis e E. Corbi, Liguori, Napoli 2011.
- La formazione delle «human resources». Traiettorie pedagogiche ed orizzonti educativi, in coll. con F.M. Sirignano, Pensa Multimedia, Lecce 2013.
- School Sharing, dalla rete dei saperi alla rete sociale. Un progetto di ricerca-azione partecipativa su 'benessere' e 'intercultura' , in coll. con F.M. Sirignano, Edizioni Università degli Studi "Suor Orsola Benincasa", Napoli 2017.